# シンク・オア・スウィム EP
『シンク・オア・スウィム』（英: Sink or Swim（））はエリック・レヴァの1枚目のEP。

## 概要
4曲入りのEP。日本デビューも果たしている女性歌手のケイティー・コステロを客演に迎えた曲などを収録。
また、NoiseTradeでのフリーダウンロードも可能である。
SoundCloudでLosing Speedを除く3曲を聴くことが可能であり、総再生回数は6,500回を超えている。4曲目の"None of the Above"はフォークロックの女帝、パッティー・ラーキンも制作に参加している。
このEPはiTunesだけでなくSpotifyでもストリーミング配信されている。

## 批評
アメリカの有名ブログ、Literally, DarlingではこのEPを聞く5つの理由を次のように説明している。
1. 2曲の新曲を収録している。
2. ピアノの技術が素晴らしい。
3. 第二のライアン・テダー（アメリカの人気バンドワンリパブリックのフロントマンであり、売れっ子プロデューサーでもある。）にもなり得る。
4. テイラー・スウィフトの『1989』ばかり聴くべきでない。
5. あなたの友達はこのEPのことを知ってあなたに感謝するでしょう。

## 収録曲
1. I Should Know (feat. Katie Costello)
2. Renovation
3. Losing Speed
4. None of the Above